# مصنع سكر كنانة
مصنع سكر كنانة هو مصنع لصناعة السكر من قصب السكر يقع في ولاية النيل الأبيض يضم شركة سكر كنانة المحدودة في السودان وهو شراكة ما بين حكومة السودان وعدد من الدول الأخرى أهمها الكويت.

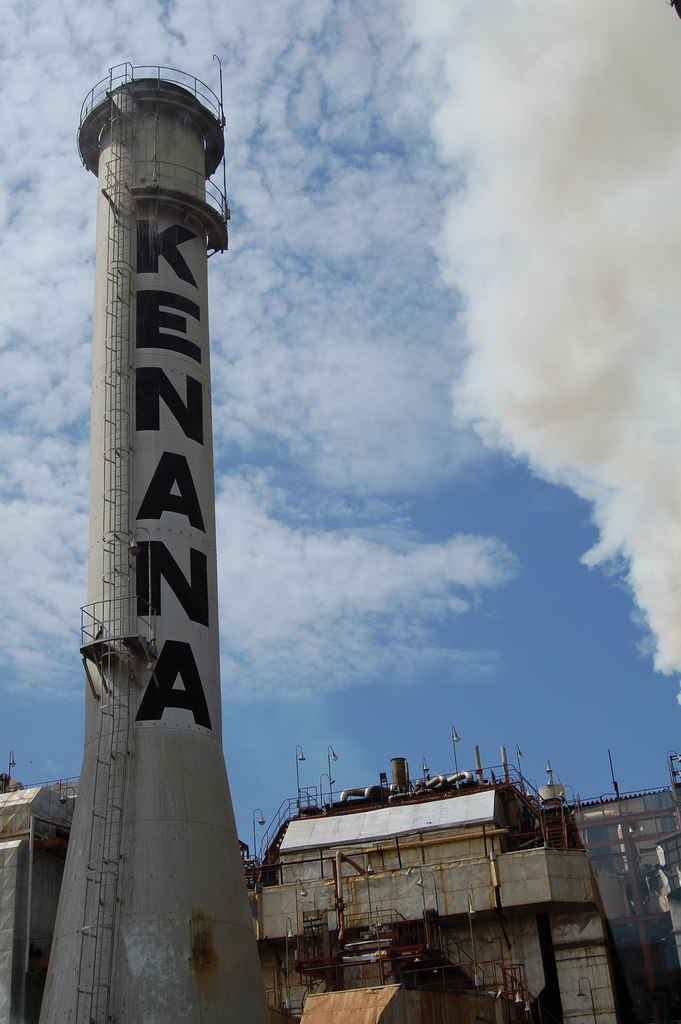
مدخنة مصنع سكر كنانة بولاية النيل الأبيض.

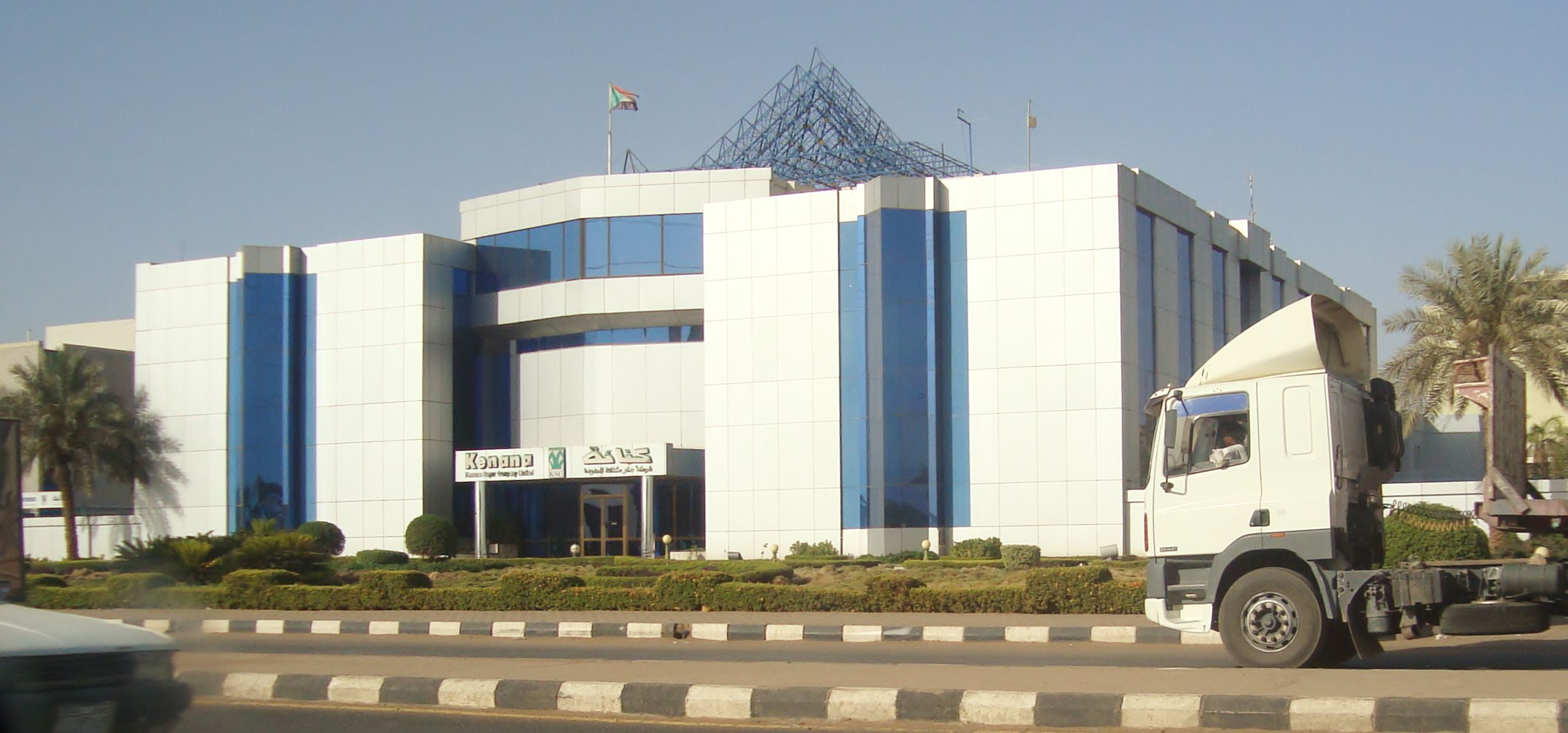
مباني شركة سكر كنانة بالخرطوم

## الموقع
يقع المصنع في مدينة كنانة التابعة لولاية النيل الأبيض في الناحية الجنوبية الشرقية على بعد 21 كلم من مدينة ربك بولاية النيل الأبيض

## منتجات المصنع
و يقوم المصنع بإنتاج أكثر من 300 ألف طن لتغطية الإستهلاك المحلي من السكر في السودان ويعد من أكبر المصانع الفردية التي تنتج السكر في العالم.

## سبب التسمية
سمي المصنع بهذا الاسم نسبة إلى مدينة كنانة التي سميت باسم قبيلة كنانة التي تسكن فيها.

### راس المال والمساهمون
يبلغ رأس المال نحو 590م المدفوع منه نحو 560 مليون جنيه، وتساهم به عدد من 
حكومات الدول العربية بنسبة 46.30.%
ثأنيا مؤسسات وشركات بنسبة 48.11.%
والهيئة العربية للاستثمار والإنماء الزراعي بنسبة 05.59%

#### نقاط قوة لشركة سكر كنانه
شركة سكر كنانة لديها خبرة متراكمة في
صناعة وإنتاج السكر خلال مدة تزيد عن
30 سنة وتعتبر من الشركات الرائدة عالمياً في صناعة السكر، ولها وجود في الأسواق العالمية إضافة لذلك فهي تسعي دائما وتتجه لتنويع استثماراتها للتقليل من المخاطر المحتملة، وتنوع مصادر الدخل فكنانه واحده من الشركات المؤهلة لتنفيذ مشروعات
داخل وخارج السودان بما لديها من
إمكانيات فنية عالية
وأخيراً تعتبر كنانة عضو في المؤسسات
والمنظمات العالمية لمصنّعي
السكر بالعالم .

## وصلات خارجية
Kenana Sugar Company